# 257年
| 千纪： | 1千纪                                                                                           |
| 世纪： | 2世纪 \| 3世纪 \| 4世纪                                                                         |
| 年代： | 220年代 \| 230年代 \| 240年代 \| 250年代 \| 260年代 \| 270年代 \| 280年代                       |
| 年份： | 252年 \| 253年 \| 254年 \| 255年 \| 256年 \| 257年 \| 258年 \| 259年 \| 260年 \| 261年 \| 262年 |
| 纪年： | 丁丑年（牛年）；曹魏甘露二年；蜀汉延熙二十年；东吴太平二年                                      |

## 大事记
- 中国
  - 5月24日，曹魏武將諸葛誕於壽春叛亂，並聯結東吳為外援，東吳派遣文欽、唐諮、全端與全懌等人帶領三萬人去拯救。
  - 三國時代蜀漢中散大夫譙周做仇國論，力陳姜維北伐之失。
  - 姜維趁諸葛誕叛亂發動第10次北伐，進攻秦川。魏軍據守不戰。
  - 孫亮親政，孫綝害怕會對自己不利，回到建業並稱病不上朝。

- 罗马帝国
  - 加里恩努斯及其父瓦勒良共同成为罗马执政官，整顿了多瑙河地区的军团。
  - 未来的皇帝奥勒良击败哥特人，并将俘虏带回罗马。
  - 巴伐利亚伊勒河段日耳曼長城被罗马人废弃。
  - 皇帝瓦勒良从萨珊波斯王沙普尔一世手中收复了叙利亚的安条克。
  - 哥特人在黑海建造了一支舰队。
  - 哥特人分裂为东哥特及西哥特。

- 其它
  - 罗马皇帝瓦勒良迫害基督教，他敕令所有主教及祭司要按罗马异教的方式献祭，并禁止基督教徒前往他们的墓地，否则处死。
  - 教宗斯德望一世及迦太基主教居普良被逮捕处死。
  - 8月30日，教宗西斯笃二世继教宗斯德望一世成为第24任教宗。

## 各国领袖

### 亞洲
- 中國（三国）
  - 蜀漢皇帝：后主刘禅（223年－263年）
  - 曹魏皇帝：魏高贵乡公曹髦（254年－260年）
    - 曹魏大將軍、录尚书事司马昭（255年－264年）

  - 孙吴皇帝：吴废帝孙亮（252年－258年）
    - 孙吴大将军孙綝（256年－258年）
- 拓跋部 - 拓跋力微, 鲜卑大人（219年－277年）
- 日本- 神功皇后（攝政，200年－270年）
- 朝鲜半岛（朝鲜三国时代）
  - 百济 - 古尔王，百济王 （234年－286年）
  - 伽耶 - 居登王，伽耶君主（199年－259年）
  - 高句丽 - 中川王，高句丽王（248年－270年）
  - 新罗 - 沾解尼師今，新罗王（247年－261年）
- 亚美尼亚- 梯里达底三世，亚美尼亚王（252年－287年）
- 伊比利亚 - 米尔达特二世，伊比利亚国王（249年－265年）
- 贵霜帝国 - 婆什色迦（英语：Vāsishka），贵霜君主（240年－265年）
- 巴克特里亞与健馱邏國- Peroz一世（250年－265年）
- 波斯萨珊王朝 - 沙普尔一世，波斯国王（241年－272年）
- 印度笈多王朝 - 室利笈多（英语：Gupta (king)），笈多国王（240年－280年）
- 泰米尔哲罗王朝 - 
  1. Ilamcheral Irumporai（241年－257年）
  2. Perumkadungo（257年－287年）
- 西薩特拉普王朝- Rudrasen二世（256年－278年）

### 欧洲
- 罗马帝国 - 
  - 瓦勒良，罗马皇帝（东部，253年－260年）
  - 加里恩努斯，罗马皇帝（西部，253年－268年）

### 非洲
- 库施王朝 - Teqorideamani，（246年－266年）

## 出生
- 賈南風，晋惠帝皇后。（300年去世，43岁）
- 启蒙者额我略，亚美尼亚使徒教会的主保聖人。

## 逝世
- 張昌蒲，鍾會生母。（199年出生）
- 盧毓，曹魏官員。（183年出生）
- 樂綝，曹魏將領。
- 朱異，東吳將領。
- 8月2日，教宗斯德望一世